# Barrio Las Parcelitas
Las Parcelitas es uno de los sectores que conforman la ciudad de Cabimas en el estado Zulia (Venezuela). Pertenece a la parroquia Rómulo Betancourt.

## Ubicación
Se encuentra entre los sectores Santa Rosa II al norte, una sabana al este (Av 44), Barrio Punto Fijo II al sur  y Barrio Cumarebo al oeste (Av 42).

## Zona residencial
Las Parcelitas está en uno de los bordes de Cabimas. Es una zona semirrural, con viviendas y calles de tierra. Recibe su nombre de las parcelas de terreno que lo conforman.

## Transporte
La línea Nueva Rosa de la Nueva Cabimas, sigue por la carretera de la 32 hasta la 42, sigue la 42 hasta la J y regresa por la 41 hasta la K.